# Munir Bashir
Munir Bashir (arabiska منير بشير), född 1930 i Mosul, död den 28 september 1997 i Budapest, var en irakisk musiker, en av Mellanösterns mest berömda, och en av de första arabiska instrumentalmusiker som vann berömmelse även i Europa och Amerika. Han spelade den arabiska lutan oud.
Bashir föddes i Mosul i norra Irak, i en familj med kurdiska och assyriska rötter. Han studerade oud i Bagdad och flyttade sedan till Budapest, där han doktorerade i musik.

## Diskografi i urval
- Recital – Solo de Luth Oud, Live in Geneva (Club du Disque Arabe AAA003)
- L'Art du 'Ud/The Art of the 'Ud (Ocora C580068)
- Flamenco Roots (Byblos BLCD 1002)
- Raga Roots (Byblos BLCD 1021)
- Duo de 'Ud, med Omar Bashir (Auvidis B 6874)
- Munir Bashir & the Iraqi Traditional Music Group (Le Chant Du Monde 274 1321)
- Meditation - Improvisation auf dem 'Ūd (Eterna 835085)